# Fény az óceán felett
A Fény az óceán felett (eredeti cím: The Light Between Oceans) 2016-ban bemutatott amerikai–brit–ausztrál–új-zélandi film, amelyet Derek Cianfrance rendezett.
A forgatókönyvet Derek Cianfrance írta. A producerei David Heyman és Jeffrey Clifford. A főszerepekben Michael Fassbender, Alicia Vikander, Rachel Weisz, Bryan Brown és Jack Thompson láthatóak. A zeneszerzője Alexandre Desplat. A tévéfilm gyártója a DreamWorks Pictures, a Reliance Entertainment,a Participant Media és a Heyday Films, forgalmazója a Walt Disney Studios Motion Pictures. Műfaja filmdráma és romantikus film.
Amerikában 2016. szeptember 2-án mutatták be a mozikban. Magyarországon 2017. november 24-én a Digi Film mutatta be.

## Szereplők
| Szereplő                | Színész             | Magyar hang        |
| ----------------------- | ------------------- | ------------------ |
| Tom Sherbourne          | Michael Fassbender  | Fekete Ernő        |
| Isabel Graysmark        | Alicia Vikander     | Törőcsik Franciska |
| Hannah Roennfeldt       | Rachel Weisz        | Hámori Eszter      |
| Septimus Potts          | Bryan Brown         | Rosta Sándor       |
| Ralph Addicott          | Jack Thompson       | Borbiczki Ferenc   |
| Lucy-Grace felnőttként  | Caren Pistorius     | Csondor Kata       |
| Lucy-Grace 4 évesen     | Florence Clery      | Kobela Kíra        |
| Vernon Knuckey őrmester | Anthony Hayes       | Crespo Rodrigo     |
| Gwen Potts              | Emily Barclay       | Erdős Borcsa       |
| Frank Roennfeldt        | Leon Ford           | Megyeri János      |
| Bluey Smart             | Thomas Unger        | Makray Gábor       |
| Harry Garstone rendőr   | Benedict Hardie     | Szabó Andor        |
| Violet Graysmark        | Jane Menelaus       | Andresz Kati       |
| Bill Graysmark          | Garry McDonald      | Beregi Péter       |
| Spragg őrmester         | Peter McCauley      | Németh Gábor       |
| Percy Hasluck százados  | Gerald Bryan        | Várkonyi András    |
| Mrs. Hasluck            | Elizabeth Hawthorne | Virághalmy Judit   |
| Norkels tiszteletes     | Michael Wallace     | Karsai István      |
| Bertha Chipper          | Carmel McGlone      | Csere Ágnes        |
| Mr. Coughlan            | Marshall Napier     | Kajtár Róbert      |